# Annales Cambriae

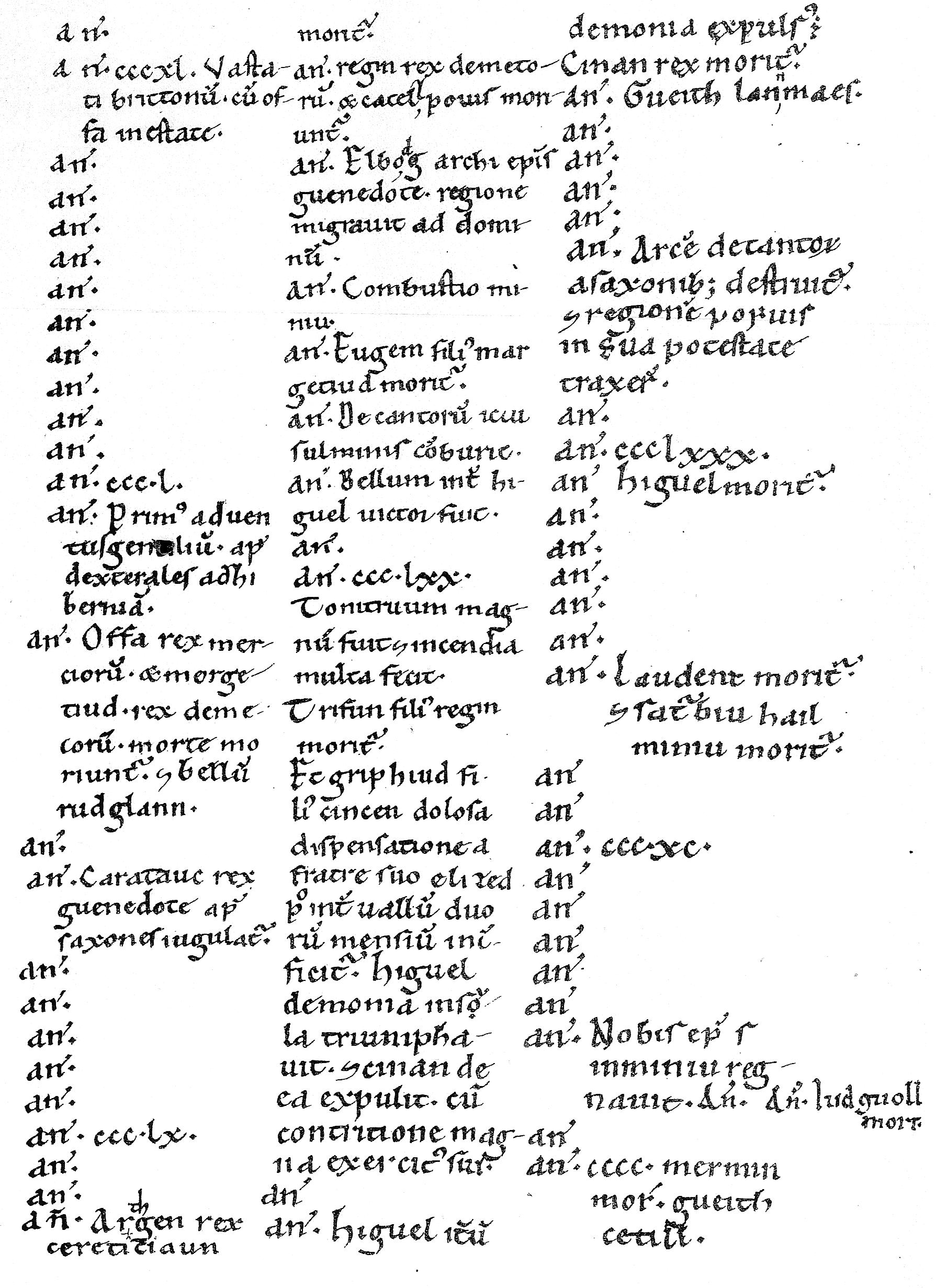
Annales Cambriae: vista de una página del manuscrito A

Los Annales Cambriae o Los Anales de Gales son un conjunto de crónicas cambro-latinas procedentes de un texto compilado de diversas fuentes en St David's, Dyfed (Gales), en una fecha incierta, aunque anterior al siglo X. A pesar de su nombre, los Annales Cambriae registran no solo eventos en Gales, sino también sucesos en Irlanda, Cornualles, Inglaterra, Escocia y algunas veces lugares más lejanos.